# Biserica Sfântul Mare Mucenic Gheorghe din Catranîc
Biserica „Sfântul Mare Mucenic Gheorghe” este singura biserică ortodoxă din satul Catranîc. Aceasta are statut de monument protejat de importanță locală, fiind inclus în Registrul monumentelor Republicii Moldova ocrotite de stat. Înainte de 1993 edificiul nu a fost inclus în nicio listă de ocrotire a monumentelor elaborate în perioada sovietică sau înainte de aceasta.
Biserica se află pe drumul local L249 din sat, care face legătura cu Ișcălău, localitate amplasată la rândul său la aproximativ 1,5 km sud-est. 

## Istoric
Se vehiculează două variante diferite în istoriografie cu privire la anul când a fost construită biserica. În prima dintre ele aceasta a fost ridicată în 1881, și sfințită cu hramul Sfântului Mare Mucenic Gheorghe în același an, pe 14 octombrie. Există o a doua versiune, potrivit căreia construcția a început în 1881, dar a fost terminată abia în 1884. Nu există informații exacte despre cine a ctitorit sau a finanțat construcția bisericii. În numărul din primul trimestru al anului 1940 al Buletinului Comisiunii Monumentelor Istorice, Gheorghe Bezviconi publică un rezumat la răspunsurile oferite de prefecturile dintre Prut și Nistru cu privire la ctitoriile bisericilor și inscripțiile de pe morminte. În acesta a scris doar că a primit răspuns de la comuna Catranîc, dar nu a oferit alte detalii. Biserica din Catranîc este menționată pe scurt și în Anuarul Eparhiei Chișinăului și Hotinului din 1922, în lista parohiilor din județul Bălți—de acolo aflăm că biserica era din piatră, zidită în 1884 și că parohia dispunea de case pentru cler.
În 1930, la îndemnul preotului paroh de atunci, Ioan Belinschi, enoriașii din satul Catranîc au contribuit cu 8000 de lei pentru reparația mai multor obiecte din biserică. Din acești bani au fost reparate strana bisericii, o ușă, a fost curățit policandrul și sfeșnicele, cumpărate un nou rând de veșminte. Cu suportul financiar al familiei lui Vladimir Blajen de la Gara Catranîc s-a organizat corul și s-a cumpărat o icoană reprezentând rugăciunea lui Iisus în Grădina Ghetsimani. Cimitirul a fost extins cu 2000 m² și îngrădit. La acel moment, biserica deținea mai multe cărți vechi bisericești, printre care: Evanghelia, tipărită la tipografia Episcopiei din Râmnic în 1794, Apostol (Râmnic, 1794), Liturghier (Chișinău, 1815), Mineie (Chișinău, 1819), Ceaslov (Chișinău, 1817), Trebnic (Chișinău, 1820) ș.a.
După anexarea Basarabiei de către Uniunea Sovietică, biserica din Catranîc a mai funcționat un timp, fiind închisă în 1959. Timp de aproape trei decenii, aceasta nu a funcționat, dar sătenii au reușit să o renoveze în 1963 spre nemulțumirea autorităților raionale și centrale, care ar fi preferat să aloce aceste resurse pentru alte clădiri de interes public din localitate. Lăcașul a fost reparat încă o data și redeschis în 1988, activând fără întrerupere până în prezent.
Datorită documentelor și publicațiilor ecleziastice, lista relativ completă a preoților care au slujit la parohia din Catranîc este cunoscută. Primul a fost preot Erast Feodosie Bacalinschi, care și-a început serviciul acolo în 1885, iar în 1887 a fost transferat la parohia din satul Batâr, jud. Bender. Printre preoții care au slujit aici un timp mai îndelungat au fost Ioan Andrei Silvestrovici (1897-1910), Grigore Leca (1910-1930) și Ioan Belinschi (1930-1940).

## Caracteristici
Biserica din Catranîc este un edificiu din piatră într-un stil arhitectural rusesc de inspirație bizantină tipic celei de-a doua jumătăți a sec. XIX în guberniile din sud-vestul Imperiului Țarist. Este divizată în patru compartimente: pridvor, pronaos, naos și altar. Pridvorul este înalt și deasupra lui se află clopotnița în formă pătrată și cu acoperiș piramidal. Nava este în formă de pătrat cu un acoperiș în patru ape, din vârful căruia se înalță o mică turlă decorativă cu cupolă în formă de bulb. Absida altarului este semicirculară cu diaconic și proscomidie în părțile laterale. Printre decorațiile bisericii putem enumera ancadramentele ferestrelor în formă de arc semicircular. Interiorul este pictat cu scene biblice mărginite de elemente florale intercalate cu cruci. Deasupra ușii se găsește un fronton din tablă metalică format dintr-un element semicircular central cu Dumnezeu Tatăl flancat de alte două icoane triunghiulare. Acoperișul bisericii și turla decorativă sunt îmbrăcate în tablă zincată.